# Butchered at Birth
Butchered at Birth è il secondo album dei Cannibal Corpse. Venne pubblicato nel 1991 dalla Metal Blade Records. Anche per questo disco, come per il precedente, venne vietata la distribuzione in Germania a causa della copertina che mostrava una donna "macellata" e due zombi che prendono in mano un bambino (apparentemente anch'esso destinato alla macellazione). L'immagine in copertina venne censurata in vari paesi, tra cui l'Italia. Sullo sfondo si notano dei feti appesi al soffitto.

Il disco appesantisce ulteriormente il sound di Eaten Back to Life, ed è da molti considerato il primo disco brutal death metal della storia.

## Tracce
1. Meat Hook Sodomy – 5:46
2. Gutted – 3:15
3. Living Dissection – 4:00
4. Under the Rotted Flesh – 5:04
5. Covered with Sores – 3:17
6. Vomit the Soul – 4:30
7. Butchered at Birth – 2:45
8. Rancid Amputation – 3:16
9. Innards Decay – 4:38
10. Covered with Sores (live) (bonus track della versione rimasterizzata) – 3:59

Durata totale: 40:30

## Formazione
- Chris Barnes - voce
- Jack Owen - chitarra
- Bob Rusay - chitarra
- Alex Webster - basso
- Paul Mazurkiewicz - batteria
- Glen Benton - voce in Vomit The Soul